# Jules Michelet
Jules Michelet (21. srpna 1798, Paříž – 9. února 1874, Hyères) byl francouzský historik.

## Život
Narodil se v Paříži 21. srpna 1798 do rodiny s hugenotskou tradicí. Otec ho poslal studovat na Lycée Charlemagne. Pokračoval v humanitním vzděláním a profesorskou zkoušku udělal v roce 1821, a brzy byl jmenován profesorem historie na střední škole Collège Rollin a roku 1827 docentem na École préparatoire, pozdější École normale supérieure. Od roku 1830 se stal ředitelem Národního archivu. V roce 1838 je jmenován profesorem historie na Collège de France. Během svého života napsal mnoho významných děl. Zemřel 9. února roku 1874 v jihofrancouzském Hyères. Jeho socha je jednou ze 146 soch umístěných na fasádě radniční budovy Hôtel de ville de Paris.

## Árijský romantismus
Jules Michelet patřil s Edgardem Quinetem a Ernestem Renanem k francouzským radikálním intelektuálům, kteří svůj liberalismus, progresivismus a antiklerikalismus chápali jako typicky (indo)evropské či árijské hodnoty, které stojí k opozici k hodnotám židovským či semitským. Michelet tímto prostřednictvím zároveň útočil na prominentní postavení katolické církve a jezuitů ve francouzské kultuře a vzdělávání. Edward Said považoval Micheleta za jednoho z hlavních tvůrců orientalismu, tedy obrazu Orientu jako místa, které obývají „ti druzí“ .
Ve svém díle Bible de l'humanité (Bible lidstva či Bible lidství) z roku 1864 se pokusil vysvětlit, jak křesťanství, zvrácená orientální ideologie, ohrožuje západní svět, s jeho hodnotami krásy, pravdy a rozumu. Starověké národy Kanaánu a Egypta považoval za „lid soumraku a noci“, zatímco Árijci-Indoevropané jsou „lidem světla“. Za obzvláště zkaženou považoval především starověkou Sýrii s jejími orgiastickými kulty božstev jako Attis-Adonis, Baal-Bacchus nebo Mithra-Venuše. Židovskou povahu vysvětloval jejich způsobem života a historickými okolnostmi: kočování se stády v poušti a pozdější zotročení v nich mělo vést k jejich „mentalitě otroků“. Z té pak má plynout jejich láska k noci, víra v Boží smilování, pasivita a odpor k hrdosti a moci. Strach z dalšího otroctví podle Micheleta pak vedl k židovskému zájmu o obchod a nakonec proměně v kapitalisty. Pasivitu a otrockou mentalitu nespojoval Michelet pouze se Židy, ale také se ženami. Poukazoval na to, jak se rané křesťanství rozšířilo díky své oblibě mezi ženami, kterým přisuzoval i oblibu kultů výše zmíněných „orientálních“ božstev, které měla slibovat božský zásah ukončující útlak, namísto toho, aby podporovala dospělé, racionální, jednání zlepšujícího neutěšenou situaci, jako je politická revoluce.
Švédský religionista Stefan Arvidsson poukazuje, že Micheletovy názory na Židy nejsou, podobně jako u Ernesta Renana, založeny na přesvědčení o biologických odlišnostech a nejsou tak antisemitské v užším slova smyslu. Navrhuje o nich proto mluvit jako o „antižidovských“. Švédský iranista Stig Wikander hovoří o Micheletovi a dalších podobných autorech jako o „árijských romanticích“, kteří předchází „árijským naturalistům“, kteří své přesvědčení odvozovali z konceptu biologické rasy.

## Dílo
- Dějiny Francie (Histoire de France, 1833–1867)
- Dějiny Francouzské revoluce (Histoire de la Révolution, 1847–1853)